# Terchești
Terchești es una localidad rumana de la comuna de Popești, en el condado de Vrancea.

## Historia
Hacia finales del siglo XIX, la localidad, que por entonces pertenecía al antiguo condado de Ramnicu Sarat, formaba parte de la antigua comuna de Dragosloveni y tenía contabilizada una población de 516 habitantes.
En la segunda mitad del siglo XX había pasado a formar parte de la comuna de Popești, en el condado de Vrancea. En el censo de 2021 la localidad tenía una población de 396 habitantes.